# علی بن ابی‌عاص
علی بن ابی‌عاص (به عربی: علي بن أبي العاص) صحابه‌ و نوه‌ی پیامبر اسلام بود. او پسر ابوالعاص بن ربیع و زینب دختر بزرگ محمد بود. او پس از سال نهم هجری در مدینه درگذشت و در بقیع به خاک سپرده شد.